# Roy Khan
Roy Sætre Khantatat (Elverum, 12 maart 1970), beter bekend als Roy Khan of alleen Khan, was tot en met 2010 de Noorse zanger van de melodische powermetalband Kamelot.

## Levensloop
Voordat hij metalvocalist werd, studeerde Khan drie jaar in Noorwegen om operazanger te worden. In 2010, na een burn-out, besloot hij de band te verlaten. Dit nieuws bracht de band echter pas op 22 april 2011 naar buiten, toen er al een tournee met een andere zanger (Fabio Lione van Rhapsody of Fire en Tommy Karevik van Seventh Wonder) bezig was.
Voordat Khantatat bij Kamelot kwam, in 1997, zong hij in de progressive-metalband Conception. Nadat Mark Vanderbilt Kamelot in 1998 had verlaten, lieten de bestaande bandleden Khantatat mee skydiven, om zich te bewijzen. Het lukte. Hij schreef mee aan alle Kamelotnummers met de gitarist en oprichter van de band, Thomas Youngblood.